# It Gets Better Project
It Gets Better est une chaîne de vidéos en ligne créée par Dan Savage en septembre 2010, en réaction au suicide de Billy Lucas et d'autres adolescents qui étaient maltraités parce qu'ils étaient homosexuels ou que leurs camarades les soupçonnaient de l'être.
Son but est d'éviter les suicides de jeunes LGBT, grâce au message donné par des homosexuels adultes affirmant que leur vie va s'améliorer. Le projet a rapidement pris de l'ampleur, et plus de deux cents vidéos ont été diffusées, produites par des adultes de toutes orientations sexuelles, y compris plusieurs célébrités. La chaîne du projet sur YouTube a atteint la limite de 650 vidéos la semaine suivante, et s'organise depuis sur son propre site internet : It Gets Better Project.
Le projet ne recueille pas de dons, mais redirige les donateurs potentiels vers le Trevor Project, un organisme de prévention du suicide des personnes LGBT.

## Participants
Parmi les personnalités qui ont participé au It Gets Better Project, on compte Joel Burns, Hillary Clinton, Valerie Jarrett et Barack Obama.